# Человек-муравей и Оса
«Челове́к-мураве́й и Оса́» (англ. Ant-Man and The Wasp) — американский супергеройский фильм 2018 года, основанный на одноимённых комиксах издательства Marvel Comics, созданный Marvel Studios и распространяемый Walt Disney Studios Motion Pictures. Продолжение фильма «Человек-муравей» и 20-я картина кинематографической вселенной Marvel (КВМ). Режиссёром выступил Пейтон Рид, а сценарий написали Крис Маккенна и Эрик Соммерс, Пол Радд, а также Эндрю Баррер и Гэбриел Феррари. Главные роли исполнили Пол Радд (Скотт Лэнг / Человек-муравей) и Эванджелин Лилли (Хоуп ван Дайн / Оса). В фильме также сыграли Майкл Пенья, Уолтон Гоггинс, Бобби Каннавале, Джуди Грир, Тип «T.I.» Харрис, Дэвид Дастмалчян, Ханна Джон-Кеймен, Эбби Райдер Фортсон, Рэндалл Парк, Мишель Пфайффер, Лоренс Фишберн и Майкл Дуглас. По сюжету ленты Скотт Лэнг и Хоуп ван Дайн объединяются с Хэнком Пимом (Дуглас), чтобы освободить Джанет ван Дайн (Пфайффер) из квантовой реальности. События фильма происходят параллельно с событиями фильма «Мстители: Война Бесконечности» (2018), тем самым объясняя причину отсутствия главного героя в последнем фильме.
Переговоры о продолжении «Человека-муравья» начались вскоре после выхода фильма в прокат. Сиквел «Человек-муравей и Оса» был официально анонсирован в октябре 2015 года, тогда же стало известно о возвращении Полла Радда и Эванджелин Лилли. Месяц спустя режиссёр первой части Пейтон Рид подтвердил, что снимет продолжение. Он с нетерпением ждал возможности представить Хоуп ван Дайн в качестве Осы в сиквеле и намеревался сделать её и Лэнга равными друг другу. Съёмки ленты проходили с августа по ноябрь 2017 года на Pinewood Atlanta Studios в округе Файет, штат Джорджия, а также в городском округе Атланты, в Сан-Франциско, Саванне и на Гавайях.
Мировая премьера фильма прошла в Лос-Анджелесе 25 июня 2018 года, выход в прокат в России состоялся 5 июля, в США — 6 июля. Лента стала частью Третьей фазы КВМ. Фильм получил положительные отзывы критиков, которые отметили его лёгкость, юмор и актёрскую игру Радда и Лилли. Кассовые сборы составили более $622 млн по всему миру. Продолжение, «Человек-муравей и Оса: Квантомания», вышло в прокат в феврале 2023 года.

## Сюжет
1987 год. Во время миссии по обезвреживанию сепаратистской ракеты, запущенной в сторону США, Джанет ван Дайн / Оса уменьшается до субатомных размеров и попадает в квантовый мир. После исчезновения жены Хэнк Пим продолжает воспитывать свою дочь Хоуп, полагая, что Джанет мертва.
Спустя несколько десятилетий бывший вор Скотт Лэнг в костюме Человека-муравья находит способ попасть и вернуться из квантового мира. Тогда Хэнк Пим и Хоуп решают создать технологию, позволяющую путешествовать по квантовой реальности; они верят, что могут найти Джанет живой. Скотт и Хоуп тренируются работать в команде, как Муравей и Оса; в то же время между ними завязываются романтические отношения. Но затем Лэнг втайне от всех примыкает к Капитану Америке в ходе конфликта между Мстителями. И впоследствии из-за нарушения Заковианского договора, Скотта помещают под домашний арест, а Пим и Хоуп уходят в подполье и разрывают с ним связь.
Два года спустя Пим и Хоуп разрабатывают технологию «Квантовый туннель»; и им удаётся активировать её, правда, совсем ненадолго. Лэнг получает мысленное сообщение от Джанет, с которой, как оказалось, он запутался в квантовом пространстве. До окончания срока домашнего ареста остались считанные дни, но Скотт решает позвонить Пиму. Хоуп похищает Скотта, оставляя приманку в виде гигантского муравья, запрограммированного выполнять все каждодневные действия Лэнга, чтобы не вызвать подозрений у агента ФБР Джимми Ву. Скотт подтверждает догадки Пима; но, чтобы использовать «Квантовый туннель», нужно достать для него стабилизатор.
Хоуп договаривается с дельцом чёрного рынка Сонни Берчем о покупке стабилизатора для туннеля, но тот узнаёт, кем она является на самом деле, успевает оценить возможную прибыль, которую можно получить на исследованиях Пима и Хоуп, и обманывает их. Хоуп в обновлённом костюме Осы сражается с людьми Берча, но в это время на неё нападёт квантово нестабильная женщина в маске. Скотт (также в обновлённом, но ещё «сыром» костюме Муравья) пытается помочь Хоуп бороться с этим «призраком», но та убегает с уменьшенной лабораторией Пима.
Хэнку приходится навестить своего бывшего партнёра по проекту «Голиаф» Билла Фостера, который помогает им найти лабораторию. Эйва Старр, она же Призрак, нападает на Лэнга, Хоуп и Пима, когда они проникают в её убежище. Как оказалось, отец Эйвы, Элиас, ещё один бывший партнёр Пима, случайно убил себя и свою жену во время квантового эксперимента, который вызвал нестабильное состояние его дочери. Фостер всё это время помогал Эйве и хочет вылечить её, используя квантовую энергию Джанет. Полагая, что это убьёт Джанет, Пим отказывается им помогать и троице удаётся сбежать вместе с лабораторией.
Открыв на этот раз стабильную версию туннеля, Пим и Хоуп связываются с Джанет, которая, используя Скотта как передатчик, указывает на своё точное местоположение в квантовом мире. Но предупреждает, что у них есть только два часа, прежде чем нестабильность квантовой реальности изменит её координаты на сотню лет. Берч с помощью сильнейших психотропных веществ выведывает у деловых партнёров Скотта Луиса, Дэйва и Курта местонахождение Лэнга, а также наводит на них ФБР. Луис успевает предупредить Скотта об этом, и Лэнгу удаётся оказаться дома прежде, чем агент Ву смог бы увидеть, как он нарушает домашний арест. Но в это же самое время ФБР арестовывает Пима и Хоуп, а Призрак, наблюдавшая за Берчем и узнавшая местонахождение, крадёт их лабораторию.
Лэнг, используя муравьёв, помогает Пиму и Хоуп сбежать из-под стражи, и после продолжительной погони им удаётся отобрать лабораторию у Призрака. Скотт и Хоуп отвлекают Эйву, а Пим, тем временем, отправляется в квантовый мир и находит Джанет. Но в планы героев вновь вмешивается Берч, и Муравью вместе с Осой и Луисом снова приходится сражаться с ним; это позволяет Эйве захватить лабораторию и подготовить оборудование, чтобы начать выкачивать энергию из Джанет. Луис, Дэйв и Курт помогают задержать Берча, а Скотт и Хоуп одерживают верх над Призраком. Пим и Джанет благополучно возвращаются из квантового мира. Джанет добровольно дарит часть своей энергии Эйве, чтобы временно стабилизировать её состояние.
Скотт возвращается домой, а агент Ву отпускает его после истечения срока домашнего ареста. Эйва и Фостер уходят в подполье. Хэнк и Джанет обустраивают свой дом у моря. А Скотт, Хоуп и Кэсси в это время смотрят по ноутбуку фильм из своей уменьшенной машины.
В первой сцене после титров Скотт через «Квантовый туннель» проникает в квантовый мир и собирает энергию для Эйвы, чтобы та в дальнейшем могла полностью излечиться; в это же время Хэнк, Хоуп и Джанет контролируют процесс и поддерживают с Лэнгом связь. Но когда Хоуп начинает обратный отсчёт до возвращения Скотта из квантовой реальности, связь резко обрывается. Поначалу Скотт думает, что это шутка. Но в ту же секунду Хэнк, Джанет и Хоуп превращаются в пыль, а Скотт застревает в квантовой реальности.
Во второй сцене после титров показан абсолютно пустой дом Скотта, по телевизору идёт сообщение о чрезвычайном положении, а улицы Сан-Франциско — безлюдны. Между тем, гигантский муравей продолжает играть на барабанной установке.

## Актёрский состав
| Актёр               | Роль                         |
| ------------------- | ---------------------------- |
| Пол Радд            | Скотт Лэнг / Человек-муравей |
| Эванджелин Лилли    | Хоуп ван Дайн / Оса          |
| Майкл Пенья         | Луис                         |
| Уолтон Гоггинс      | Сонни Бёрч                   |
| Бобби Каннавале     | Джим Пакстон                 |
| Джуди Грир          | Мэгги                        |
| Тип "T.I." Харрис   | Дэйв                         |
| Дэвид Дастмалчян    | Курт                         |
| Ханна Джон-Кеймен   | Эйва Старр / Призрак         |
| Эбби Райдер Фортсон | Кэсси Лэнг                   |
| Рэндалл Парк        | агент ФБР Джимми Ву          |
| Мишель Пфайффер     | Джанет ван Дайн              |
| Лоренс Фишберн      | Билл Фостер                  |
| Майкл Дуглас        | доктор Хэнк Пим              |

| Актёр                  | Роль                                |
| ---------------------- | ----------------------------------- |
| Дакс Гриффин           | Хэнк Пим (в молодости)              |
| Хейли Ловитт           | Джанет Ван Дайн / Оса (в молодости) |
| Лэнгстон Фишберн       | Билл Фостер (в молодости)           |
| Мадлен Макгроу         | Хоуп ван Дайн (в детстве)           |
| Рэйлин Браттен         | Эйва Старр (в детстве)              |
| Майкл Серверис         | Элайас Старр                        |
| Рианн Стил             | Кэтрин Старр                        |
| Дивиан Ладва           | бандит Бёрча Узман                  |
| Горан Костич           | бандит Бёрча Анитолов               |
| Роб Арчер              | бандит Бёрча Нокс                   |
| Шон Кляйер             | агент ФБР Стольц                    |
| Бенджамин Байрон Дэвис | агент ФБР Берлей                    |
| Стэн Ли                | владелец автомобиля (камео)         |

## Производство
В июне 2015 года Пейтон Рид заявил: «Если бы мы были достаточно удачливы, чтобы снять сиквел или даже приквел, я бы это сделал. Я действительно влюбился в этого персонажа». В июле 2015 года Майкл Дуглас выразил желание, чтобы его жена, Кэтрин Зета-Джонс, сыграла Джанет ван Дайн (первую Осу), в то время как Эванджелин Лилли надеялась увидеть в этой роли Мишель Пфайффер.
Дуглас также заявил, что не подписывал контракт на съёмки в сиквеле. В конце месяца Давид Дастмалчян выразил желание сняться в фильме.
В октябре 2015 года Marvel Studios официально объявила, что сиквел будет называться «Человек-муравей и Оса», и предполагаемая дата выхода — 6 июля 2018 года. В конце октября Пейтон Рид вступил в переговоры на съёмки сиквела. В ноябре 2015 года было объявлено, что Пол Радд и Эванджелин Лилли вернутся к своим ролям. В декабре 2015 были объявлены имена сценаристов: Эндрю Баррер, Гэбриел Феррари и Пол Радд. В августе 2016 года, на 42 премии «Сатурн» режиссёр Пейтон Рид заявил, что сиквел будет переплетаться с фильмом «Первый мститель: Противостояние». Тогда же было объявлено, что Майкл Пенья вернётся к роли Луиса. В феврале 2017 года Майкл Дуглас подтвердил, что вернётся к роли Хэнка Пима.

### Съёмки
Съёмки фильма стартовали 22 июля 2017 года на студии «Pinewood Atlanta» в штате Джорджия, под рабочим названием «Cherry Blue». 29 марта 2018 года, по сообщению итальянского сайта Bad Taste, состоялись дополнительные съёмки, в ходе которых было переделано вступление фильма.

## Музыка
В июне 2017 года Рид подтвердил, что Кристоф Бек, написавший музыку к «Человеку-муравью», вернётся к «Человеку-муравью и Осе». Бек повторил свою основную тему из «Человека-муравья», а также написал новую для Осы, он хотел чтобы она была «высокоэнергетичной» и показать, что она более уверена в своих способностях, чем Лэнг. Выбирая между этими темами для конкретных сцен на протяжении всего фильма, Бек старался чаще выбирать тему Осы, чтобы в партитуре было «достаточно новизны, чтобы казалось, что она движется в новых местах, а не просто немного изменена». Hollywood Records и Marvel Music выпустили альбом саундтреков в цифровом виде 6 июля 2018 года.

## Прокат

### Кассовые сборы
«Человек-муравей и Оса» заработал $216 648 740 в Северной Америке и $406 025 399 в других странах; общие сборы фильма составили $622 674 139.

## Критика
Среди зарубежных критиков картина получила в основном положительные оценки. На сайте Rotten Tomatoes у фильма 88 % положительных рецензий на основе 358 отзывов со средней оценкой 7 из 10. На Metacritic — 70 баллов из 100 на основе 56 рецензий.

## Продолжение
Планы на третий фильм о Человеке-муравье были подтверждены в ноябре 2019 года. Лавнесс стал сценаристом в апреле 2020 года, производство картины началось во время пандемии коронавируса. В декабре 2020 года были официально объявлены название фильма «Человек-муравей и Оса: Квантомания» и новые члены актёрского состава. Премьера фильма ожидается в феврале 2023 года. Проект станет частью Четвёртой фазы киновселенной Marvel.

## Комментарии
1. ↑  Некоторые моменты из этих событий были также показаны в фильмах «Человек-муравей» (2015) и «Первый мститель: Противостояние» (2016).
2. ↑  Из-за концовки фильма «Мстители: Война бесконечности» (2018).